# Csaba királyfi

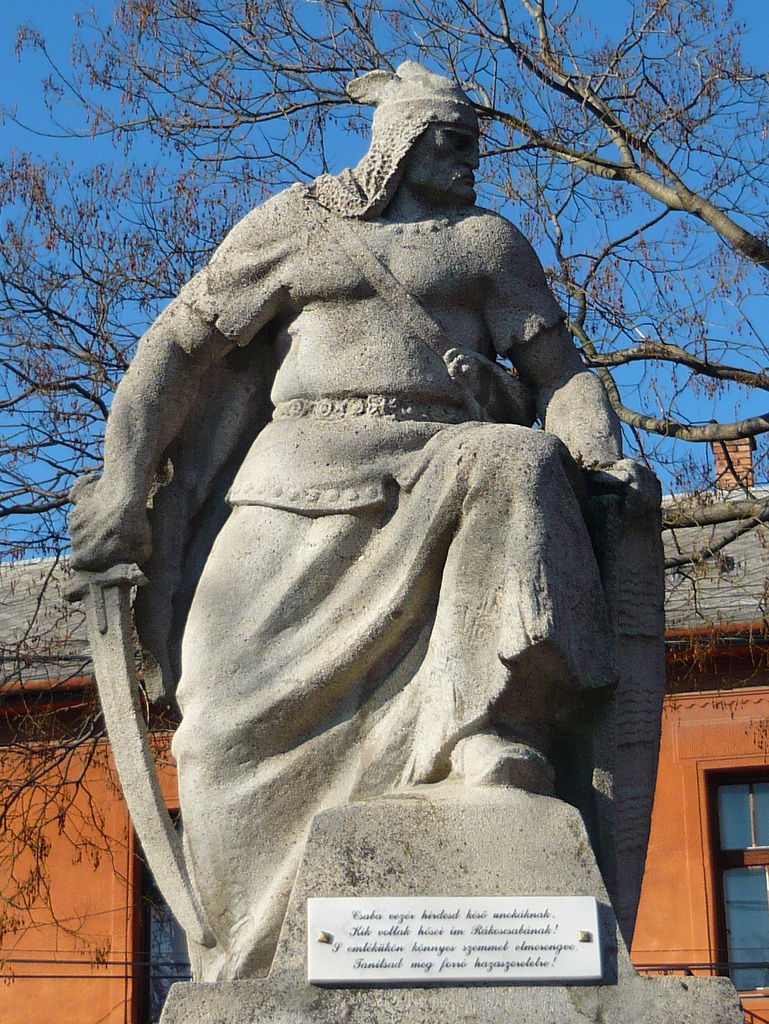
Csaba királyfi (avagy Csaba vezér) szobra Rákoscsabán, Budapest XVII. kerületében

Csaba királyfi a székelyek legendás vezére. Életére vonatkozó megbízható adatokkal nem rendelkezünk, élete a legendák, és mondák ködébe vész. Néhány elmélet szerint nem is egy, hanem legalább három, időben egymástól távol eső személy összemosásából keletkezett. Az egyik legenda szerint a Balkánról vezette Magyarország területére a 3000 fős népet.
A székely és a magyar nép eredettörténete szorosan kötődik Csaba királyfihoz.

## Legenda

Csaba királyfi és katonái a Hadak útján

Attila halálát követően Attila két fia között a hatalomért harc kezdődött. A nyugati népek Aladárt támogatták, mert ő egy német fejedelemasszonytól származott (Krimhilda), míg a hunok Csabát támogatták. Véres harc kezdődött a két tábor között, melynek végére Csaba és szövetségesei vereséget szenvedtek. Csaba 15 000 hun vitézzel a görögök földjére, majd Szittyaországba (a királyi szkíták egykori birtokai a kelet-európai pusztán, nagyjából a Don és a Déli-Bug között) vonult. A megmaradt hunok, mintegy háromezren, Csigle mezején telepedtek le, s várták Csaba királyfi visszatérését. Mivel féltek a további támadásoktól, már nem hunoknak, hanem székelyeknek nevezték magukat.
Később szomszédos népek támadtak a székelyekre. Mikor a harc már-már a székelyek vesztét hozta volna, Csaba királyfihoz imádkoztak, és csoda történt. A Hadak Útján (ma Tejút), az égből egy lovascsapat, élén Csaba királyfival, jelent meg. A támadókat elsöpörve megvédte társait majd visszatért az égbe.

## Elméletek
Több elmélet létezik, amely Csaba királyfi személyének azonosítását, létezését kívánja igazolni, illetve cáfolni.

### Három személy
A „három személy” elmélet szerint Csaba királyfi legendás személye három ténylegesen élt személy összemosódásából jött létre.
- Irnik, Attila hun király legkisebb fia (V. század)[forrás?]

Attila halála (453) után a Hun Birodalom keleti végeire menekült (Levédia, Etelköz). Irnik (Irnák) újjászervezte a Fekete-tenger melléki hunokat. Ez lett a későbbi Onogur (előbolgár) Birodalom alapja.
- Kuber, Kovrat onogur kagán fia (VII. század)[forrás?]

I. sz. 665-ben a támadó kazárok szétverték azt az Onogur Birodalmat, amelyet még Irnik alapított. Kovrat Irnik leszármazottja volt. Az onogur nép ekkor négy részre szakadt, Kovrat kagán négy fia vezetésével.
A legkisebbik fiú, Kuber és népe a szövetséges Avar Birodalomba költöztek be, a Kárpát-medencébe 677-ben. Kuber később részt vett az egyik avar trónkövetelő felkelésében, emiatt menekülnie kellett. Mivel édesanyja bizánci hercegnő volt, a Bizánci Birodalomban telepedett le. Kuber beköltözése alkotja László Gyula „Kettős honfoglalás” elméletének alapjait. Az avarok Kuber népét a Tiszától keletre, a mai Erdély területén telepítették le.
- Csaba, magyar vezér, valószínűleg a jenő törzs vezetője (X. század)[forrás?]

Egyes kutatóink szerint Zolta halálát követően hatalmi harcok kezdődtek fia, Taksony herceg és Fajsz között. A harcok után a két fél megállapodott a hatalom megosztásáról, viszont Csabának menekülnie kellett, Bizáncban keresett menedéket. A vezér későbbi visszatérésére számítva „Csaba népe” – a jenő törzs, főleg a nők, gyermekek és öregek – menedéket kerestek Békés vármegyében. A korábbi Kuber és Csaba népei összeolvadtak és belőlük alakult ki a későbbi székely nép.
Ismeretes egy mondás a székelyek között: „Akkor gyere haza, mikor Csaba Görögországból!” jelentése: soha.

### Moór Elemér szerint
Moór Elemér nyelvtudósként közelítette meg a témát. Azt vizsgálta, hogy tényleg Csaba vezette-e a székelyeket a Kárpát-medencébe. Tanulmányában hivatkozik Anonymusra, akinél előfordul a „sobamogera” kifejezés, mely egy magyar népcsoportot jelöl. Moór szerint a „soba” megfelel a Csabának. Moór szerint itt „sobamogera” azt jelenti „Csaba népe”.
Kézai Simon krónikájában szintén megemlékezik Csabáról, aki „Chaba”-ként említi a legendás alakot. De megjelenik Aventinus művében is „Schaba”-ként.
Moór szerint ez azt jelenti, hogy bár létező személyről van szó, a Balkánra vetődött magyarokat már nem kellett Csabának vezetnie ahhoz, hogy őket „sobamogerának” nevezzék, Csaba népe ugyanis korábban is elneveződhetett a legendás vezérről.

### Dümmerth Dezső szerint
Dümmerth Dezső szerint csak a székelyeknél maradt fenn a Csaba-monda, ebből következtetve cáfolja, hogy Csaba Attila hun király egyik fia lett volna. Ugyanakkor azt elismeri, hogy a történeti hagyomány szerint Attila egyik fia visszament Szkítiába.
A népi hagyomány valós magja annyi lehet, hogy Csaba talán egy hun vagy hasonló király legifjabb fia volt, aki Pannóniából bizánci területre ment, s innét nem tért vissza. Szerinte egy hibás királylistán alapuló tévedésről van szó, amikor Álmos vezért – Attilával összekötendő – Csaba leszármazottjának tekintették. Ekkor ugyanis Csabának a VII. században vagy korábban kellett volna élnie.
Az óbolgár királylistákon szintén Attilától eredeztetik az óbolgár kánokat. Dümmerth szerint ebből adódik a bolgár és a hun uralkodók keveredése, valamint ezen népek együttéléséből a Csaba-legendárium megjelenése.
Csaba talán nem volt más, mint Álmos vezér nagybátyja, aki egy óbolgár vezér volt, aki Kuber néven szerepel a krónikákban. Kuber Kuvrat bolgár kán fia volt, míg Kuvrat másik fia, Batbaján, az aki Szkítiába visszavezette az óbolgárokat. Így a magyar hagyomány végül Attila és Kuvrat fiainak sorsát keverte össze Dümmerth szerint.

### Györffy György szerint

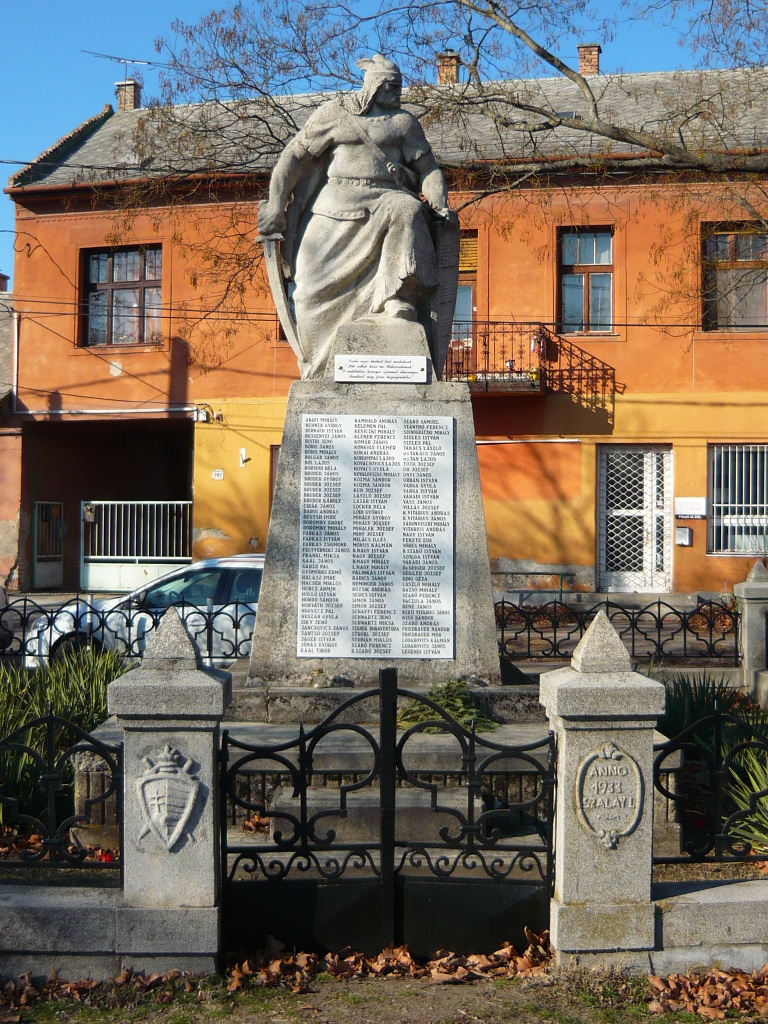
Csaba vezér szobra a róla elnevezett téren Rákoscsabán, egyben első világháborús emlékmű

Györffy György szerint két történelmi Csaba létezett: egyikük Csaba vezér, aki a 10. század elején népével a Balkánra költözött, a másik pedig Csaba ispán (Ceba), aki a tihanyi alapítólevél szerint 1002-ben István király udvarispánja (nádor) volt. Kézai szerint ez utóbbi Csabától származik az Aba nemzetség – korábban az Abák Edet és Edement vallották ősüknek.
Csaba ispán Hont, Pázmány és Orci dux társaságában szerepel a pannonhalmi alapítólevélben.
A fenti levezetés szerint Csaba az Aba nemzetséghez tartozhatott; a nemzetség Csaba nevű felmenőjére utal az, hogy 1067 táján Aba fia Péter (Aba Sámuel fia) Csabarákosa (a mai Rákoscsaba) nevű birtokát a százdi apátságnak adta. A Borsod-Abaúj-Zemplén vármegyei Csobaj, Csabamezeje (a mai Csábóc) szintén az ő birtokuk lehetett. Csaba királyfi legendája mögött, akit Anonymus az Abák ősének mond, ez a Csaba szerepelhetett, aki valószínűleg Aba Sámuel apja volt. A nádori tisztséget később Aba Sámuel is viselte.
Anonymus szerint az Aba nemzetség ősei Ed és Edemen kun vezérek voltak, s unokájuk, Pota volt az, aki a Mátraalján várat építtetett. Pota (Pata) nemzetségéből származott Sámuel király is. Anonymus elbeszélése ellenben hibás, mivel a kunok csak Aba halála után jelentek meg Európában. A „kunok” itt talán a kavarokat jelenthetik. Ugyanakkor Pata nevét viseli a Mátraalján található Gyöngyöspata. Pata minden bizonnyal Aba Sámuelnek az őse lehetett, Taksony vagy Géza fejedelem idejében.
A kavar törzsek által lakott terület
Magyarországon a Nyitra tágabb környékén, a Vág, a Nyitra és a Garam völgyére kiterjedő területen volt, vagyis Biharországban, amibe beleértendő a későbbi Bihar vármegye területe mellett a Nyírség is, délen a Fehér-Köröstől, északon a Tiszáig terjedő területen. A fekete magyaroké lehetett délen az Al-Duna mellett a Tiszától a Karasig terjedő terület, valamint a későbbi Keve vármegye és Krassó vármegye területe. Ez a három tömb alkotta a trónörökös – dux, „királyfi” – kormányzati területét, a dukátust, ahol a Csaba nevű helységek többsége is található.

### Makkay János szerint
Makkay János szerint Attila – nem azonos a hunok hasonló nevű uralkodójával – az avarok fejedelme volt.
„Másutt és többször részletesen kifejtettem már, hogy gestáink-krónikáink Attiláról szóló és hun történeteiben két Attila szerepel. Az egyik az ötödik századi hun nagykirály. A másik Attila a kései avarok egyik utolsó kagánja. Akiről az erős kezű Valterról szóló 9. századi történet azt írja, hogy az avarok királya volt, és székhelyét Pannónia városában, tehát Aquincumban tartotta.”
Az ismeretlen nevű avar fejedelem – évkönyveinkben Attila – halála után fiai (a féltestvér Csaba és Aladár) csatáztak a hatalom birtoklásáért. Amint a frank évkönyvek írják a 796. esztendőben: az avarok belháborúja nyomán a kagánt és a jugurrust megölték, s a harmadik avar főember, a tudun meghódolt a frankoknak. Az avarok urai, pontosabban egy részük, az ellenállók, a Tisza túlsó partjára vonultak vissza.
Az avarok – Makkay szerint székelyek – várták Árpád, magyar fejedelem seregének érkezését. Árpád (Makkay tanulmányában onogur-türk fejedelem) a kései onogur-avarok vér szerinti leszármazottja volt. Kik pedig Csabát követték, a bolgárok szolgálatába szegődött kései avarok voltak.
Makkay az avarokról ekképpen nyilatkozik:
„Az Alföld a 9. században tele volt kisebb-nagyobb falvakkal, és következésképpen temetőkkel! A lakosság az Árpádi honfoglalás idején a Tiszántúlon és Erdélyben egyaránt a kései avar kor népeinek az egyenes ági utódja volt. Nincs okunk mást feltételezni a Dunántúlról sem. Ott azok az avar és onogur birtokosok, akik megkeresztelkedtek és hűségesen fizették a frankoknak az adót, egészen a honfoglalásig, azaz Árpád népe bejöveteléig megtarthatták a földjeiket. Velük együtt bizonyára földet túró szolgáikat is, hiszen egy avar-onogur adófizető földbirtokos aligha túrta a földet, hogy megélhessen. Ugyanezt bizonyítják a régészeti adatok is: Békés megye területén egymást érik az olyan, feltérképezett 9. századi települések, amelyeknek a sajátságai és leletei egyenesen folytatják a 8. századi kései avar kort. Lakosságuk tehát a 8. századi, késő avar kori falvak embereinek utóda volt: azok gyerekei, unokái, dédunokái. Aligha lehet véletlen, hogy Tolnában, Baranyában, Somogyban, Zalában, sőt a Szerémségben is szépen szaporodnak a késő avar kor temetői (sőt telephelyei). Árpádi honfoglalók sírjai-temetői pedig ritkák, mint a fehér holló. Árpádi temetkezések hiánya éppen a legarchaikusabb magyarok lakta területeken? Göcsejben, Hetésben, Valkó vára környékén, a nyugati és déli végeken?!”

## Emlékezet

### Székely himnusz
A 20. században született Székely himnuszban Csaba királyfi személye központi helyen szerepel.
Ki tudja merre, merre visz a végzet,

Göröngyös úton, sötét éjjelen,

Vezesd még egyszer győzelemre néped,

Csaba királyfi, csillagösvényen.

### Arany János
1853-1855 között készítette el elbeszélő költeményét Arany János. Később a Toldihoz hasonló trilógia készítésére gondolt, de ez teljesen soha nem készült el.

### Benedek Elek
Benedek Elek mesében elevenítette meg Csaba személyét, melynek alapját a székely mondák adták.

### Szobor
- Blaskó János alkotása a székelyudvarhelyi Emlékezés Parkjában áll. A szobor másolatát felajánlotta Zalaegerszegnek. A másolat bronzból készült és a Landorhegyi Általános Iskola és a Technoroll között található.
- Rákoscsabán Csaba vezérről formázták meg az I. világháborús emlékművet.

### Rockopera
G. Nagy István Ilián: Csaba királyfi – rockopera, melyben erdélyi és székely népzenei betétek is vannak.

### Települések
Számos település viseli a Kárpát-medencében a Csaba nevet valamilyen összetételben. A települések valamilyen módon mind Csaba királyfira vezetik vissza nevüket.
- Csabacsűd
- Csabaháza (ma Szlovákia)
- Csabaújfalu (ma Románia)
- Csabaszabadi
- Bálványoscsaba (ma Bálványosváralja községhez tartozik)
- Békéscsaba (neve régebben Csaba volt)
- Hejőcsaba (ma Miskolc része)
- Piliscsaba
- Rákoscsaba (ma Budapest része)

### Ünnep
1944-ig május 30. katonai ünnepnek számított: „Csaba királyfi ünnepe”

### Szervezet
1941–1945 „Csaba királyfi” Honvéd Gyorsfegyvernemi Hadapródiskola – Marosvásárhely

## További ismertetők
- Grexa Gyula (1922): A Csaba-monda és a székely hunhagyomány. Budapest.
- Radványi Béla: Csabakirályfi, csillagösvényen.... [2007. október 24-i dátummal az eredetiből archiválva]. (Hozzáférés: 2009. március 7.)
- Szegő Iván Miklós: Ki volt Csaba királyfi?. National Geographic Online, 2005. július 15. (Hozzáférés: 2009. augusztus 3.)
- Szegő Iván Miklós: Még egyszer csaba királyfiról. National Geographic Online, 2005. augusztus 16. (Hozzáférés: 2009. augusztus 3.)